# 包繶
包繶（1033年—1053年），北宋名臣包拯長子，生母董氏。包繶因父親包拯官居高位，自幼便受到特殊的『蔭補』，年紀很小的時候就獲得宋仁宗趙禎欽封為『太常寺太祝』，但還未上任便於婚後第二年病故。
妻子崔氏是當過三朝宰相的呂蒙正外孫女，因此包家與崔家算得上是門當戶對。崔氏傷心欲絕，誰知禍不單行，數年之後，五歲的兒子包文輔又夭折，包公與董氏失去了唯一的長子和長孫，心如刀絞，但包公夫婦畢竟是開朗之人，不希望崔氏年紀輕輕便在家守節，勸她再嫁，但崔氏執意不從，公婆喪子已夠悲傷，自己再離開豈不叫老人家們更添一層痛苦。便說：『公公是天下盡為仰慕之人，吾可代夫君奉養翁姑，心滿意足矣。』此後崔氏在包家守節二十年，後來宋哲宗下旨加封她為永嘉郡君，嘉獎詔書為當時大文豪蘇軾所撰，收錄在《東坡全集‧故樞密副使包拯男繶妻崔氏封永嘉郡君制》，堪為一段佳話。